# عمر حسن (مغني)
عمر حسن (بالإسبانية: Omar Hasan) هو مغني أرجنتيني، ولد في 21 أبريل 1971 في سان ميغيل دي توكومان في الأرجنتين.

## وصلات خارجية
- عمر حسن على موقع IMDb (الإنجليزية)

- الموقع الرسمي
- عمر حسن عل موقع إسبنسكروم (الإنجليزية)
- عمر حسن على موقع ItsRugby.co.uk (الإنجليزية)